# Мисливська печера
Мисливська печера (рос. Охотничья) — печера в Башкортостані, Росія. Печера комплексного (горизонтально-вертикального) типу простягання. Загальна протяжність — 63 м. Глибина печери становить 233 м. Категорія складності проходження ходів печери — 1. Печера відноситься до Кутукського підрайону Бельсько-Нугуського району Південної області Західноуральської спелеологічної провінції.